# ورتاخ
ورتاخ (به آلمانی: Wertach) یک شهر در آلمان است که در ابرالاگوی واقع شده‌است. ورتاخ ۲٬۴۶۷ نفر جمعیت دارد.